# Dryptosauroides grandis
Il driptosauroide (Dryptosauroides grandis) è un dinosauro carnivoro appartenente agli abelisauri. Visse nel Cretaceo superiore (Maastrichtiano, circa 70 milioni di anni fa) e i suoi resti sono stati ritrovati in India. L'identità dei fossili è dubbia.

## Classificazione
Questo dinosauro è conosciuto grazie ai fossili di alcune vertebre, descritte per la prima volta da Huene e Matley nel 1933 e provenienti dalla formazione Lameta dell'India centrale. Inizialmente vennero proposte affinità con l'enigmatico Dryptosaurus (da qui il nome generico); successivamente Dryptosauroides venne considerato un membro della grande famiglia dei megalosauridi. Nuovi studi (Novas et al., 2004) hanno permesso di riconoscere che le vertebre non erano dorsali come ipotizzato da Huene e Matley, ma caudali; esse sono praticamente identiche a quelle di Ornithomimoides, un altro dinosauro carnivoro poco conosciuto proveniente dalla stessa formazione. Si ritiene che Dryptosauroides e Ornithomimoides fossero rappresentanti degli abelisauri, un gruppo di dinosauri carnivori dalle caratteristiche vertebre, diffusi soprattutto nei continenti meridionali.